# Doraemon Anniversary 25
Doraemon Anniversary 25 è un cortometraggio del 2004, appartenente alla saga di Doraemon, inedito in Italia. 

## Trama
Il cortometraggio ripercorre nascita ed evoluzione del personaggio di Doraemon, con rimandi ai film correlati, da Doraemon nel paese preistorico (1980) a Doraemon: Nobita to fushigi kaze tsukai (2003). Tutto ciò viene accompagnato dalla voce narrante di Doraemon.

## Distribuzione
Il cortometraggio è stato prodotto in occasione del 25º anniversario dalla prima apparizione televisiva di Doraemon (1979) e distribuito il 6 marzo 2004.